# Списък на реките в Бразилия
Списъкът на реките в Бразилия включва 414 реки, отразени и надписани на физикогеографската карта на Бразилия в М 1:5 000 000

Цялата територия на Бразилия принадлежи към водосборния басейн на Атлантическия океан, като над 90% от нея се отнася към водосборните басейни на 4 големи реки: Амазонка, Парана, Сао Франсиско и Уругвай. Реките са подредени по посока на часовниковата стрелка от границата с Френска Гвиана до границите с Уругвай, Аржентина и Парагвай. Главните реки, вливащи се директно в океана са от 1-ви порядък (те са с удебелен шрифт), техните притоци – от 2-ри порядък и т.н. Реките от 2-ри порядък и следващите са отместени съответно с по една позиция надясно и са подредени от извора към устието на реката от по-висок порядък. За всяка от тях е показано какъв приток са на реката с по-висш порядък – ляв (→) или десен (←). За тези реки, за които има данни за дължината (в km) и площта на водосборните им басейни (в km²) те са отразени, а за тези, за които няма данни има тирета (-). Данните за дължините и площите на водосборните басейни на бразилските реки в различните географски източници са много противоречиви, затова съм приел да отразя в списъка тези данни поместени в португалската версия на Уикипедия. Там където след дължината или площта на водосборния басейн е поставена звездичка (*) значи, че съответната река или част от нейния басейн са извън границите на Бразилия и е написана съответната страна. За някои от реките е посочено къде се вливат (залив, езеро и др.).
В Бразилия има 103 реки с дължина над 500 km, в т.ч. 15 реки с дължина над 1500 km, 16 реки с дължина от 1000 до 1500 km и 72 реки с дължина от 500 до 1000 km.

## Реки, вливащи в Атлантическия океан, от границата с Френска Гвиана до делтата на Амазонка
- Ояпок 403*, 26 820*, Френска Гвиана
- Касипоре – , –
- Калсуени – , –
- Арагуари 560, 42 712

## Реки от водосборния басейн на река Амазонка
- Амазонка 6800*, 7 180 000*, Перу, Колумбия
  - ← Жавари 1056*, 91 000*, Перу
    - ← Кируса 530, 24 351
    - ← Итуи 480, 43 035

  - ← Жандиатуба 500, 14 890
  - → Путумайо (Иса) 2060*, 148 000*, Еквадор, Колумбия, Перу
  - ← Жутаи 1488, 79 374
    - ← Мутун 320, –
    - ← Бия 470, –
    - ← Риозиньо – , –

  - ← Журуа 3283*, 325 828*, Перу
    - ← Грегорио 350, –
    - ← Ейру – , –
    - ← Тарауака 715, –

  - → Жапура (Какета) 2036*, 276 812*, Колумбия
  - ← Тефе 450, 27 960
  - ← Куари 530, 37 500
    - → Итаняуан – , –
    - → Уруку – , –
    - → Арауа – , –

  - → Пиорини – , –
  - Пурус 3211* 371 042*, Перу
    - ← Чандлес 370, –
    - ← Иаку 480, –
      - → Каете – , –

    - ← Акри 680*, 35 400*, Перу, Боливия
    - → Инауйни – , –
    - → Пауйни 450, 25 234
    - ← Сепатини 310, –
    - ← Итуши 640, 43 676
      - → Ендимари – , –
      - ← Курукете – , –

    - ← Мукуин 350, –
    - → Тапауа 640, 63 165
      - ← Пинюан – , –

    - ← Итапарана 370, 19 133

  - → Манакапуру – , –
  - → Рио Негро (Гуайния) 2250*, 691 000*, Колумбия, Венецуела, Гвиана
    - ← Шие – , 8 222
    - ← Исана 696*, 35 675*, Колумбия
      - ← Аяри 150, –

    - ← Уапес 1375*, 64 370*, Колумбия
      - ← Папури –*, –*, Колумбия

    - ← Курикуриари – , 14 202
    - ← Марие 480, 25 378
    - → Кауабури – , 12 139
    - → Марауя – , 6 712
    - ← Теа – , 6 366
    - → Падауйри – , 17 784
    - ← Куюни 400, 11 776
    - → Демини – , 39 770
      - → Араса – , –

    - ← Каурес – , –
    - → Жуфари 311, 12 590
    - → Рио Бранко 584, 192 393*, Гвиана
      - → Такуту 390*, 42 906*, Гвиана
        - ← Иренг –* , –*, Гвиана
        - ← Котингу – , –
          - ← Суруму – , –

      - ← Урарикуера 870, 52 184
        - → Аяри – , –
        - ← Парима – , –
        - → Урарикаа – , –

      - ← Мукажи – , –
        - ← Апиау – , –

      - ← Ажарани – , –
      - → Анауа – , –
      - ← Катримани – , 17 269
      - ← Шериуйни – , –

    - → Жуапери 554, 39 824
      - → Алалау – , –
      - ← Мукукуау – , –

    - ← Унини 530, 27 433
      - → Агуа Прето – , –
      - ← Рио Прето – , –
      - ← Пауйни – , –

    - ← Жау 400, 18 897
      - ← Карабинани – , –

    - → Каманау – , 11 832

  - ← Мадейра 1450*, 1 376 000*, Боливия
    - ← Маморе 1789*, 611 800*, Боливия
      - ← Гуапоре 1749*, 266 460*, Боливия
        - → Рио Алегри – , –
        - ← Рио Бранко – , –
        - ← Корумбиара – , –
        - ← Мекенс – , –
        - ← Рио Колорадо – , –
        - ← Сао Симан – , –
        - ← Сао Мигел – , –
        - ← Каутарио – , –

      - ← Сотерео – , –

    - → Абунан 375*, –*, Боливия
    - ← Жасипарана – , –
    - ← Жамари 563, –
      - → Кандеяс 390, –

    - ← Жипарана (Машаду) 820, 76 127
      - → Апидия – , –
      - ← Комеморасан – , –
      - → Урупа – , –
      - → Жару – , –
      - → Машадиньо – , –
      - → Рио Прето – , –

    - ← Мармелос 510, 27 572
      - → Майси – , –

    - ← Маникоре 390, –
    - ← Матаура – , –
      - ← Арауа – , –

    - ← Арипуанан 870, 145 852
      - → Гуариба – , –
      - → Рузвелт 760, 59 649
        - ← Тененти Маркис – , –
        - → Мадейриня – , –

      - ← Помбас – , –
      - ← Жума – , –

    - → Рио Прето до Игапо-Асу 500, –
      - → Луна – , –
      - → Тупана – , –

    - ← Кануман 900, –
      - → Акари – , –
      - ← Сукундури – , –
        - → Камаю – , –

    - ← Абакашис 610, –
    - ← Мауес-Асу 370,–
    - ← Мамуру – , –

  - → Урубу 430, –
  - → Уатуман 660, –
    - ← Санто Антонио – , –
    - → Жатапу 400, –

  - → Инямунда 470, –
  - → Тромбетас 760, 135 238
    - → Анаму – , –
    - ← Кафуйни – , –
    - ← Мапуера 340, –
      - ← Тауйни – , –

    - → Кумина 710, –
      - → Пару де Уести – , –
      - ← Марапи – , –

  - → Куруа – , –
    - ← Куминапанема – , –

  - Тапажос 840, 494 254
    - → Журуена 1240, 191 780
      - → Жуйна – , –
      - → Камараре – , –
      - ← Рио Верди – , –
        - → Рио Сакри – , –
        - → Сауеруйна – , –
        - → Бурити – , –

      - ← Санги 470, –
        - ← Сакуриуйна – , –
        - → Мембека – , –
        - → Кравари – , –

      - ← Аринус 680, –
      - ← Сао Томе – , –

    - ← Телис Пирис (Сао Мануел) 1370, 141 987
      - → Рио Верди 310, –
      - ← Сао Бенедито – , –

    - ← Куруру – , –
    - ← Крепори – , –
    - ← Жаманшин 510, 58 771
    - → Арапиуно – , –

  - ← Куруа – , –
    - → Куруа Уна – , 24 505
    - ← Куруа до Сул – , –

  - → Пайтуна (Майкуру) 547, 21 917
  - ← Уруара – , –
  - → Пару 710, –
    - ← Ситаре – , –

  - ← Шингу 1870, 520 292
    - → Кулуени 600, –
    - ← Тангуру – , –
    - → Кулизеу – , –
    - → Тамитатуала 330, –
    - → Ронуру 400, –
      - ← Жатоба – , –
      - → Стайнен (Щайнен) – , –

    - ← Сул-Мису 450, –
    - → Манисауа-Мису – , –
    - ← Либердади – , –
    - ← Рио Фреско 560, 43 771
      - → Риозиньо – , –

    - → Ирири 1151, 141 943
      - ← Ирири Нову – , –
      - → Катети – , –
      - → Куруа 530, –
        - ← Куруаес – , –

      - ← Бакажа – , –
      - → Жараусу – , –

  - → Жари 694, 60 000, влива се в северния ръкав от делтата на Амазонка
  - → Марака – , – , влива се в северния ръкав от делтата на Амазонка
  - ← Пара 320, – , южен ръкав от делтата на Амазонка
    - ← Анапу 470, – , влива се в ръкава Пара от делтата на Амазонка
      - ← Тауре – , –

    - ← Пакажа 400, – , влива се в ръкава Пара от делтата на Амазонка
    - ← Жакунда 340, – , влива се в ръкава Пара от делтата на Амазонка

  - ← Токантинс 2640, 764 183, влива се в ръкава Пара от делтата на Амазонка
    - → Алмас – , –
    - ← Мараняо 420, –
    - ← Паранан 530, –
      - ← Палма – , –

    - → Санта Тереза – , –
    - ← Мануел Алвис – , –
    - ← Сону – , –
      - → Балсас – , –
      - ← Пердида – , –

    - ← Мануел Алвис Гранди – , –
    - → Арагуая 2640, 358 125
      - → Гарсас 310, –
      - ← Кояпо – , –
      - ← Рио Клара – , –
      - ← Рио Вермельо 230, –
      - ← Пейши – , –
      - ← Кришас Асу 400, –
        - → Кришас Мирин – , –

      - → Рио Кристалино – , –
      - → Рио Мансо (Мортис) 1200, –
        - ← Пиндаиба – , –

      - → Типарапе – , –
      - ← Рио Формозо – , –
      - → Сантана – , –
      - ← Коку – , –
      - → Араяс – , –

    - → Итакаюнас 600, 41 418
      - ← Репартименто – , –
      - ← Парауапебас 286, –

  - ← Акара 390, – , влива се в ръкава Пара от делтата на Амазонка
    - ← Акара Мири – , –
    - → Можу – , –

  - ← Капин 820, – , влива се в ръкава Пара от делтата на Амазонка

## Реки, вливащи в Атлантическия океан, от делтата на Амазонка до устието на река Сао Франсиско
- Гурупи 719, 35 200
- Туриасу 720, 17 500, влива с в залива Туриасу
- Пиндаре 720, – , влива се в залива Сао Маркос
  - ← Зутиуа – , –
- Меарим 930, 94 710, влива се в залива Сао Маркос
  - Гражау 770, 21 830
- Итапекуру 1041, 54 027, влива се в залива Сао Жозе
  - → Алперкатас 200, –
- Мунин 320, 15 918, влива се в залива Сао Жозе
- Парнаиба 1485, 344 112
  - → Балсас 525, 24 540
  - ← Урусуи Прето 300, –
  - ← Гургея 532, –
    - ← Параин – , –

  - ← Итауейра – , –
  - ← Пиауи 459, –
    - ← Фидалго – , –
    - ← Канинде 350, –
      - ← Итаин – , –

  - ← Поти 538, 52 370
    - → Самбиту – , –

  - ← Лонга 320, –
- Кореау 150, –
- Акарау 315, 14 500
- Аракати Асу 80, 3 512
- Куру 195, 8 528
- Шоро 205, –
- Пиранжи – , –
- Жагуариба 633, 75 669
  - → Банабую 314, 17 900
- Мосоро (Аподи) 210, –
- Пираняс 447, 43 682
  - ← Серидо – , 10 080
- Параиба до Норте 380, 20 072
- Уна 290, 6 740
  - ← Каньото – , –

## Реки от водосборния басейн на река Сао Франсиско
- Сао Франсиско 2830, 641 000
  - ← Пара 365, 12 233
  - ← Параопеба 510, 13 643
  - → Индая 228, –
  - → Борашуду – , –
  - → Абаете 270, –
  - ← Веляс 801, 29 173
  - ← Жекитаи – , –
  - → Паракату 485, 45 000
    - → Рио Прето – , –

  - → Урукуя 400, –
  - ← Рио Верди Гранди 557, 30 420
    - ← Гарутуба 245, –
    - ← Рио Верди Пекено – , –

  - → Кариняня 451, –
    - → Итагуари – , –

  - → Коренти 120, 34 875
    - → Гуара – , –
    - ← Рио Арожадо – , –
    - ← Рио Формозо – , –

  - ← Парамирин – , –
  - → Рио Гранди 580, 75 000
    - → Рио Бранко – , –
    - → Рио Прето 450, 22 630

  - ← Рио Верди – , –
  - → Пиментейра – , –
  - ← Жакаре – , –
  - ← Салитри 333, 14 136
  - → Гарсас – , 4 410
  - → Сао Педро – , –
  - ← Варжан – , –
  - → Пажеу 353, 16 686
  - → Мошото 226, –
  - → Ипанема – , –

## Реки, вливащи в Атлантическия океан, от устието на река Сао Франсиско до границата с Уругвай
- Ваза Барис 450, –
- Рау Реал – , –
- Итапикуру 476, 37 000
- Парагуасу 505, 54 877, влива се залива Тодуш ус Сантос
  - → Капивари – , –
  - ← Антонио – , –
  - → Жакуипи 500, –
- Жакириса – , –
- Контас 620, 55 334
  - ← Гавиан 380, –
- Рио Пардо 565, 32 334
- Жекитиньоня 1090, 70 315
  - ← Арасуаи 379, 16 343
- Буранен 148, –
- Жакурусу – , –
- Итаниен – , –
- Мукури 321, –
- Сао Матеус 224, 10 335
- Рио Доси 853, 86 175
  - ← Жозе Педро – , –
- Параиба до Сул 1137, 56 500
  - → Параибуна (Рио Прето) 166, 8 558
  - → Помба 305, 8 616
  - → Муриаз 250, 8 292
- Рибейра 470, 28 306
- Итажаи 273, –
- Жакуи 790, 73 000, влива се в езерото Патус
  - ← Вакакаи 330, –
  - → Антас (Такуари) 554, 26 428
  - → Каи 285, 5 027
- Камакуан 430, 21 657, влива се в езерото Патус
- Жагуаран 270*, 8 188*, Уругвай, влива се в езерото Лагоа Мирин

## Реки от водосборния басейн на река Уругвай
- Уругвай 1838*, 365 000*, влива се в залива Ла Плата, Аржентина, Уругвай
  - → Пелотас 437, –
  - ← Каноас 570, 22 808
    - → Кавейрас – , –

  - ← Пейши 249, 5 277
  - ← Шапеко 248, 8 180
  - → Варзиа 165, –
  - → Ижуи 542, 10 724
  - → Пиратини 352, 5 621
  - → Ибикуи 290, 55 000
    - → Санта Мария – , 15 739
    - → Ибирапуйтан – , –

  - → Куараи 340*, 14 750*, Уругвай
  - → Рио Негро 750*, 69 700*, Уругвай

## Реки от водосборния басейн на река Парана
- Парана 2451*, 2 582 671*, влива се в залива Ла Плата, Парагвай, Аржентина
  - Рио Гранди 1360 143 000
    - → Сапукаи 343, 9 465 (горен приток)
      - ← Рио Верди 220, 6 891

    - → Сапукаи – , – (долен приток)
    - → Рио Пардо 573, –
      - → Можи Гуасо – , –

    - → Рио Турво – , –

  - ← Паранаиба 1194, 134 400
    - ← Сао Маркос 467, –
    - → Арагуари 475, 22 091
      - ← Кебра Анзол – , –

    - ← Корумба 567, 9 000
      - ← Пираканжуба – , –

    - ← Мея Понти 472, –
    - ← Бойс (Рио Верди) 528, –
      - ← Рио Турво – , –
      - ← Рио Верди – , – (горен приток)

    - → Тижуку – , –
      - → Прата – , –

    - ← Рио Кларо 495, –
      - → Доси – , 2 608

    - ← Рио Верди 500, – (долен приток)
    - ← Рио Коренти – , –
    - ← Апоре – , –

  - → Тиете 1136, 150 000
    - ← Пирасикаба 115, 12 531

  - ← Сукурио – , –
  - → Агуапеи 420, 13 196
  - ← Рио Верди – , –
  - → Пейши 248, –
  - ← Рио Пардо 600, 39 419
    - ← Иняндуи – , –

  - → Паранапанема 929, –
    - → Такуари 117, –
    - → Итараре 150, 5 063
    - ← Рио Пардо 264, –
    - → Синзас 240, 9 645
      - → Ларанжиня 350, –

    - → Тибажи 550, 25 239

  - ← Ивинейма 595, 38 200
    - ← Рио Брилянти – , –
      - ← Дорадус 380, –

  - → Иваи 798, 36 587
  - ← Амамбаи – , –
  - → Пикири 660, 24 156
  - → Игуасу 1320*, 72 638*, Аржентина
  - ← Парагвай 2695*, 1 120 154*, Боливия, Парагвай, Аржентина
    - ← Сепотуба – , 9 840
    - ← Кабасал – , –
    - ← Жауру 390, 15 844
    - ← Кориша Гранди – , –
    - → Куяба 980, 102 750
      - → Сао Лауренсо – , –
        - → Итикира 423, –

    - → Такуари 842, 37 200
      - → Кошин – , –
        - ← Жауру – , –

    - → Рио Негро – , –
      - → Табоху – , –
      - ← Капивари – , –

    - → Миранда 490, –
      - ← Акидауана 620, 21 269

    - → Апа 447*, 15 618*, Парагвай